# Khởi nghĩa tháng Chạp
Các cuộc nổi dậy tháng 12 hoặc các cuộc nổi dậy Decembrist (tiếng Nga: Восстание декабристов, chuyển tự Latin: Vosstanie dekabristov) đã diễn ra tại triều đình Nga vào ngày 26 tháng 12 [OS 14 tháng 12] 1825. sĩ quan quân đội Nga chỉ huy khoảng 3.000 binh sĩ trong một cuộc biểu tình chống lại việc Nicholas I của Nga lên ngôi khi anh trai của ông - Constantine tự loại bỏ mình ra khỏi dòng thừa kế. Do sự kiện xảy ra trong tháng mười hai, các phiến quân đã được gọi là Decembrists (Dekabristy, Nga: Декабристы). Cuộc nổi dậy này, đã bị đàn áp bởi Nicholas I, diễn ra tại Quảng trường Senate tại Saint Petersburg. Năm 1925, để đánh dấu một trăm năm của sự kiện, quảng trường được đổi tên thành quảng trường Decembrist, nhưng trong năm 2008 nó trở lại là tên ban đầu của nó.